# Gliniarze bez odznak
Gliniarze bez odznak (ang. Fastlane, 2002–2003) – amerykański serial sensacyjny stworzony przez Josepha McGinty Nichola i Johna McNamary. Wyprodukowany przez Warner Bros. Television i 20th Century Fox Television.
Światowa premiera serialu miała miejsce 18 września 2002 roku na kanale Fox. Ostatni odcinek został wyemitowany 25 maja 2003 roku. W Polsce serial nadawany był na kanałach TVN i TVN 7.

## Obsada

### Główni
- Peter Facinelli jako Donovan „Van” Ray
- Bill Bellamy jako Deaqon „Deaq” Hayes
- Tiffani Thiessen jako Wilhemina „Billie” Chambers

### Pozostali
- Jay Mohr jako Roland Hill
- Mark Famiglietti jako Jarod
- Big Boy jako Aquarius
- Vondie Curtis-Hall jako Andre Hayes
- Jennifer Sky jako Cassidy Shaw
- Robert Forster jako Raymond Ray
- Jamie Brown jako Sophia Jones
- Bill Duke jako Captain Parish

## Spis odcinków
| N/o            | Tytuł angielski     |
| -------------- | ------------------- |
|                |                     |
| SERIA PIERWSZA |                     |
|                |                     |
| 01             | Pilot               |
|                |                     |
| 02             | Girls Own Juice     |
|                |                     |
| 03             | Gone Native         |
|                |                     |
| 04             | Things Done Changed |
|                |                     |
| 05             | Ryde or Die         |
|                |                     |
| 06             | Ray Ray             |
|                |                     |
| 07             | Wet                 |
|                |                     |
| 08             | Mighty Blue         |
|                |                     |
| 09             | Get Your Mack On    |
|                |                     |
| 10             | Dogtown             |
|                |                     |
| 11             | Strap On            |
|                |                     |
| 12             | 101                 |
|                |                     |
| 13             | Defense, Part I     |
|                |                     |
| 14             | Offense, Part II    |
|                |                     |
| 15             | Popdukes            |
|                |                     |
| 16             | Slippery Slope      |
|                |                     |
| 17             | Simone Says         |
|                |                     |
| 18             | Monster             |
|                |                     |
| 19             | Overkill            |
|                |                     |
| 20             | Asslane             |
|                |                     |
| 21             | Dosed, Part I       |
|                |                     |
| 22             | Iced, Part II       |
|                |                     |